# Римско-католическое благотворительное общество (Санкт-Петербург)
Римско-католическое благотворительное общество (Приходское общество при храме святой Екатерины Александрийской) — благотворительная организация, существовавшая в Санкт-Петербурге в 1884—1919 годах.

## История
Общество было зарегистрировано Министерством внутренних дел после двухлетнего рассмотрения заявки 10 января 1884 года (устав составлен в 1882 году К. М. Гарткевичем). Согласно уставу общество ставило своей целью оказание помощи нуждающимся лицам католического вероисповедания, которая должна была выражаться в предоставлении продуктов питания, топлива и одежды, выделении денежных пособий, поиске работы, размещении стариков в приютах, обучении молодёжи в школах, воспитании сирот в приютах.
Члены общества делились на почётных и действительных. К первым относились те, кто вносил в кассу общества единовременно не менее 100 рублей, а также врачи и аптекари, которые должны были бесплатно помогать больным и бедным. Ко вторым относились лица, ежегодный взнос которых составлял 10 рублей. В 1886 году общество насчитывало 80 почётных и 394 действительных членов, в 1910 году — 121 почётных и 252 действительных членов.
Основные средства общества, помимо членских взносов, складывались из пожертвований и доходов от капиталов. Первоначально, значительный капитал общества был составлен благодаря 47 000 рублей, переданных обществу в 1887 году по завещанию генерала Октавия Августиновича. Уже в 1890 году годовой доход общества составил 21 897 рублей, а капитал увеличился до 115 650 рублей. К 1910 году капитал общества составлял 409 814 рублей, включая недвижимость на 169 671 рублей.

## Руководство
Возглавляли общество:
- барон Л. Зедделер (1884—1895)
- сенатор К. Гарткевич (1895—1898 и 1900—1902)
- генерал-лейтенант РИА А. Йохер (1898—1900)
- С. Ястшембский (1902—1909)
- генерал-лейтенант А. Е. Ризенкапф (с 1909).

## Деятельность

### Детские приюты
Основное внимание общество уделяло заботе о сиротах. С первого же года своего основания до 1918 года общество поддерживало небольшой католический Приют Семьи Марии для девочек, в результате чего количество содержащихся в нём детей увеличилось до 45—55.
В 1885 году общество обратилось в Министерство внутренних дел с просьбой разрешить создание католического приюта для мальчиков, но получило отказ. Тогда было принято решение разместить детей в интернате прогимназии для мальчиков при храме св. Екатерины, и до закрытия интерната в 1889 году там содержалось до 30 мальчиков.
В 1889 году общество поддержало инициативу священника храма св. Станислава Антония Малецкого, который на 20 000 рублей, пожертвованных своей прихожанкой открыл приют для мальчиков в арендованном помещении. 31 декабря 1890 года приют был зарегистрирован и официально перешёл на содержание общества. Преподавание в приюте шло на русском языке. В 1890 году там содержалось 14 мальчиков, к 1894 году число сирот в нём выросло до 42 человек, а к 1901 году — 121 мальчик. В первые годы приют сменил несколько адресов: Воскресенская площадь; Мясная улица, 20; набережная Екатерининского канала, 116. В 1896 году специально для приюта общество приобрело участок земли по адресу Кирилловская улица, 19, на котором располагался двухэтажный деревянный дом со флигелем. В новом здании были устроены ремесленные мастерские (столярная, переплетная, слесарная и кузнечная). В 1906 году на Кирилловской улице была открыта двухклассная Польская школа.
В 1905 году, на пожертвованные Владиславом Бильским 40 000 рублей, был открыт филиал приюта в Луге, под названием «Владиславовка». Туда были переведены мальчики в возрасте от 2 до 10 лет, а также дети со слабым здоровьем, которых с 14 лет переводили в ремесленные мастерские в Петербурге.
В 1912 году инженер-железнодорожник Михаил Станиславович Кербедз пожертвовал приюту на Кирилловской улице 165 000 рублей на постройку каменного дома. На эти деньги архитектор М. М. Перетяткович возвел четырёхэтажное здание в неоклассическом стиле, названное «домом Кербедзя». В нём разместились мастерские, школа, интернат, столовая и библиотека. Мастерские работали как небольшая фабрика, наряду с воспитанниками в них трудились около 50 наёмных рабочих.
В 1915 году в усадьбе «Станиславовка» близ села Струги Белые Станиславом Глезмером была основана сельскохозяйственная школа для мальчиков.

### Другая деятельность
В первый же год деятельности общества был образован специальный фонд помощи студентам. Начальный взнос на сумму в 8 000 рублей сделали сенатор К. Гарткевич, профессор В. Спасович, редактор польского журнала «Kraj» Эразм Пильц и чиновник Нажимский. Ежегодно постоянную и единовременную помощь получали более 100 студентов. Для пополнения фонда проводились благотворительные спектакли и концерты. В 1894 году была открыта студенческая столовая по адресу Забалканский проспект, 20 на 400—500 обедов в день, содержавшаяся на средства профессора Виктора Станевича и банкира Ипполита Вавельберга. Столовая, благодаря обширной подписки на периодическую печать выполняла и роль студенческого клуба.
В 1885 общество открыло богадельню при Храме Посещения Пресвятой Девой Марией, с 1884 года при обществе действовало Бюро (комитет) по трудоустройству, в 1894 году был открыт Дом трудолюбия для женщин (располагался на Канонерской улице, 6), в 1893 году был открыт Кружок помощи молодёжи, учащейся в средних школах, в 1901 году была организована группа из врачей, взявших обязательство бесплатно помогать бедным, с 1900 года действовал Дамский кружок, содержавший приют для девочек, а в 1913 году открылся кружок «Общество защиты женщин», целью которого была просветительская работа с падшими женщинами.

## Ликвидация общества
После Октябрьской революции капиталы общества оказались национализированными, хотя собрания членов общества происходили до конца 1918 года — начала 1919 года. Пытаясь спасти заведения благотворительного общества настоятель Храма святой Екатерины Константин Будкевич обратился за охранными свидетельствами в иностранные посольства. Свидетельства, согласно которым все имущество Храма св. Екатерины и благотворительного общества находилось под защитой их государств, выдали немецкое посольство и представительство Регентского Совета Царства Польского. Однако, это не спасло общество. В 1919 году были национализированы учреждения на Кирилловской улице.
В 1923 году Антоний Малецкий был арестован и приговорён к трем годам тюремного заключения, Константин Будкевич расстрелян.
В 1933 году костел и деревянное здание приюта на Кирилловской улице были снесены. С 1974 года каменное здание занимает Ленинградская областная научная библиотека.